# Pteroptrix parvipennis
Pteroptrix parvipennis är en stekelart som först beskrevs av Charles Joseph Gahan 1927.  Pteroptrix parvipennis ingår i släktet Pteroptrix och familjen växtlussteklar. Inga underarter finns listade i Catalogue of Life.